# Rhodospatha badilloi
Rhodospatha badilloi är en kallaväxtart som beskrevs av George Sydney Bunting. Rhodospatha badilloi ingår i släktet Rhodospatha och familjen kallaväxter. Inga underarter finns listade.